# Podocarpus perrieri
Podocarpus perrieri là một loài thực vật hạt trần trong họ Thông tre. Loài này được Gaussen & Woltz miêu tả khoa học đầu tiên năm 1975.